# Espacio prehilbertiano
En matemáticas, un espacio prehilbertiano o espacio prehilbert es un espacio vectorial provisto de un producto escalar. Más concretamente, es un par {\displaystyle (V,\langle \cdot |\cdot \rangle )}, donde {\displaystyle V\,} es un espacio vectorial sobre un cuerpo {\displaystyle \mathbb {K} } y {\displaystyle \langle \cdot |\cdot \rangle } es un producto escalar en {\displaystyle V\,}.
El espacio prehilbertiano es un tipo de espacio métrico con la métrica inducida por la norma que como veremos puede definirse a partir del producto escalar. 
Un espacio prehilbertiano que además sea un espacio completo, se dirá que es un espacio de Hilbert o hilbertiano. Si es de dimensión finita se dirá que es espacio euclídeo.
Una condición necesaria para que un espacio prehilbertiano sea un espacio de Hilbert es que el cuerpo base {\displaystyle \mathbb {K} } sea {\displaystyle \mathbb {R} } o {\displaystyle \mathbb {C} }, así ningún espacio prehilbertiano sobre {\displaystyle \mathbb {Q} } puede ser un espacio de Hilbert.

## Definiciones
Formalmente, un espacio prehilbertiano es un espacio vectorial V sobre un cuerpo K (Puede ser {\displaystyle \mathbb {R} } o {\displaystyle \mathbb {C} }), el cual posee una operación definida con la siguiente función:
{\displaystyle \langle \cdot ,\cdot \rangle :V\times V\rightarrow \mathbf {K} }
llamada producto escalar, que satisface ciertos axiomas:
- Hermítica.

{\displaystyle \forall x,y\in V,\ \langle x,y\rangle ={\overline {\langle y,x\rangle }}.}
Nótese que si {\displaystyle K=\mathbb {R} }, la propiedad de hermítica es la simetría ordinaria:
{\displaystyle \langle x,y\rangle =\langle y,x\rangle .}
Esta condición implica que {\displaystyle \langle x,x\rangle \in \mathbb {R} } para todo {\displaystyle x\in V}, porque {\displaystyle \langle x,x\rangle ={\overline {\langle x,x\rangle }}}.
- Sesquilineal:

{\displaystyle \forall a\in K,\ \forall x,y\in V,\ \langle ax,y\rangle =a\langle x,y\rangle .}
{\displaystyle \forall x,y,z\in V,\ \langle x+y,z\rangle =\langle x,z\rangle +\langle y,z\rangle .}
Combinando esta propiedad con la de ser hermítica:
{\displaystyle \forall b\in K,\ \forall x,y\in V,\ \langle x,by\rangle ={\overline {b}}\langle x,y\rangle .}
{\displaystyle \forall x,y,z\in V,\ \langle x,y+z\rangle =\langle x,y\rangle +\langle x,z\rangle .}
En el caso de que el cuerpo sea {\displaystyle \mathbb {R} } esta propiedad implica que el producto escalar es bilineal.
- Definida positiva:

{\displaystyle \forall x\in V,\ \langle x,x\rangle \geq 0.} (Tiene sentido, ya que {\displaystyle \langle x,x\rangle \in \mathbb {R} } para todo {\displaystyle x\in V}.)
Además, el único vector que al hacer el producto escalar con él mismo es cero, es el vector nulo, es decir:
{\displaystyle \langle x,x\rangle =0\;\;\Leftrightarrow \;\;x=0.}

## Normas en espacios prehilbertianos
En los espacios con producto escalar se define una norma
{\displaystyle \|x\|={\sqrt {\langle x,x\rangle }}.}
La norma está bien definida, por ser siempre el producto escalar de un vector por sí mismo un número real mayor o igual que cero. En espacios euclídeos define la "longitud" del vector x. Además se trata de una norma por cumplir las condiciones:
- {\displaystyle \|x\|} es siempre positiva y vale cero si y solamente si x vale cero.

- Homogeneidad: para todo vector x y r un escalar:

{\displaystyle \|r\cdot x\|=|r|\cdot \|x\|.}
- Desigualdad triangular: para todo vector x e y

{\displaystyle \|x+y\|\leq \|x\|+\|y\|.}

Usando los axiomas ya mencionados podemos demostrar los siguientes teoremas:
- Desigualdad de Cauchy-Schwarz: para x, y elementos en V

{\displaystyle |\langle x,y\rangle |\leq \|x\|\cdot \|y\|}
la igualdad se cumple si y solo si x e y son linealmente dependientes
Esta es una de la más importantes desigualdades en la matemática. También es conocida en la literatura matemático rusa como la desigualdad Cauchy-Bunyakowski-Schwarz
La prueba de este teorema y sus aplicaciones pueden encontrarse en el artículo sobre la desigualdad de Cauchy-Schwarz
- Ley del paralelogramo:

{\displaystyle \|x+y\|^{2}+\|x-y\|^{2}=2\|x\|^{2}+2\|y\|^{2}.}
- Teorema de Pitágoras: Sean x, y vectores ortogonales, entonces

{\displaystyle \|x\|^{2}+\|y\|^{2}=\|x+y\|^{2}.}
Estas últimas dos identidades sólo requieren expresar la definión de la norma en términos del producto interno, hacer las operaciones y usar los axiomas de norma.
Una fácil generalización del teorema pitagórico que puede ser probada por inducción es la siguiente:
- Si x1, ..., xn son vectores ortogonales, o sea, <xj, xk> = 0 para todo j, k distinto, entonces

{\displaystyle \sum _{i=1}^{n}\|x_{i}\|^{2}=\left\|\sum _{i=1}^{n}x_{i}\right\|^{2}.}

## Ejemplos
- Un ejemplo trivial son los números reales con la multiplicación estándar como producto interno.

{\displaystyle \langle x,y\rangle :=xy}
- Más generalmente, cualquier espacio Euclidiano {\displaystyle \mathbb {R} ^{n}} con el producto escalar es un espacio con producto interno.

{\displaystyle \langle (x_{1},\ldots ,x_{n}),(y_{1},\ldots ,y_{n})\rangle :=\sum _{i=1}^{n}x_{i}y_{i}=x_{1}y_{1}+\cdots +x_{n}y_{n}}
tenemos la norma:
{\displaystyle \|x\|={\sqrt {\sum _{i=1}^{n}x_{i}^{2}}}={\sqrt {x_{1}^{2}+\cdots +x_{n}^{2}}}.}